# Beverly Boys
Beverly Boys (Toronto, 4 de julio de 1951) es una deportista canadiense que compitió en saltos de trampolín y plataforma. Ganó tres medallas en los Juegos Panamericanos, en los años 1967 y 1971.

## Palmarés internacional
| Juegos Panamericanos | Juegos Panamericanos | Juegos Panamericanos | Juegos Panamericanos |
| Año                  | Lugar                | Medalla              | Prueba               |
| -------------------- | -------------------- | -------------------- | -------------------- |
| 1967                 | Winnipeg (Canadá)    | Medalla de plata     | Plataforma 10 m      |
| 1971                 | Cali (Colombia)      | Medalla de plata     | Plataforma 10 m      |
| 1971                 | Cali (Colombia)      | Medalla de bronce    | Trampolín 3 m        |